# Älgtjärnen (Ramsjö socken, Hälsingland, 689386-149860)
Älgtjärnen är en sjö i Ljusdals kommun i Hälsingland och ingår i Ljusnans huvudavrinningsområde.